# Artur von Mecenseffy
Artur Edler von Mecenseffy (Beč, 23. lipnja 1865. – Asiago, 6. listopada 1917.) je bio austrougarski podmaršal i vojni zapovjednik. Tijekom Prvog svjetskog rata obnašao je dužnost načelnika stožera 2. armije, te je zapovijedao 10. i 6. pješačkom divizijom na Istočnom i Talijanskom bojištu.

## Vojna karijera
Artur von Mecenseffy je rođen 23. lipnja 1865. u Beču. Vojnu karijeru započinje služeći kao dragovoljac od 1882. u inženjerijskoj pukovniji u Klosterneuburgu. Godine 1885. završava vojnu školu nakon čega stječe čin poručnika. Od studenog 1889. pohađa Ratnu školu u Beču. Istu završava 1891. nakon čega je raspoređen na službu u Glavni stožer. Od studenog 1892. raspoređen je u stožer 13. pješačke divizije tijekom koje službe je u svibnju 1894. promaknut u čin satnika. Od travnja 1895. služi u operativnom odjelu Glavnog stožera, da bi u svibnju 1899. bio premješten na službu u 1. tirolsku pukovniju carskih strijelaca u kojoj služi do veljače 1900. godine. U međuvremenu je, u siječnju 1900., unaprijeđen u čin bojnika, dok čin potpukovnika dostiže u studenom 1904. godine. Od studenog 1906. premješten je na službu u 3. tirolsku pukovniju carskih strijelaca da bi od studenog 1907. ponovno služio u operativnom odjelu Glavnog stožera uz istodobno promaknuće u čin pukovnika. U tom svojstvu sudjeluje u izradi tajnog "Plana U" predmet kojeg je bila vojna okupacija Ugarske u slučaju ako u istoj izbije pobuna protiv monarhije. Godine 1912. imenovan je načelnikom logističkog odjela pri Glavnom stožeru, da bi u studenom 1912. postao zapovjednikom 32. pješačke brigade. Istodobno s tim imenovanjem unaprijeđen je u čin general bojnika.

## Prvi svjetski rat
Na početku Prvog svjetskog rata imenovan je načelnikom stožera 2. armije. Navedena armija kojom je zapovijedao Eduard von Böhm-Ermolli prema austrougarskom ratnom planu najprije je na početku rata raspoređena na Balkansko bojište, ali je ubrzo, u drugoj polovici kolovoza 1914., bila premještena na Istočno bojište. Između Meceseffyja i Böhm-Ermollija su izbile nesuglasice zbog čega je Böhm-Ermolli načelniku Glavnog stožera Conradu von Hötzendorfu uputio zahtjev da Mecenseffy bude smijenjen. Tome mu je i udovoljeno tako da je tijekom Galicijske bitke 24. rujna Mecenseffyja na mjestu načelnika stožera 2. armije zamijenio Carl von Bardolff. Mecenseffy je ubrzo početkom listopada raspoređen na novu dužnost, te je imenovan načelnikom logistike 4. armije.

U siječnju 1915. postaje zapovjednikom 10. pješačke divizije zamijenivši na tom mjestu Theodora von Hordta. Zapovijedajući tom divizijom u sastavu 4. armije sudjeluje u Ofenzivi Gorlice-Tarnow nakon koje je u rujnu 1915. promaknut u čin podmaršala. U svibnju 1916. premješten je zajedno s 10. pješačkom divizijom na Talijansko bojište gdje u sastavu 3. armije pod zapovjedništvom Hermanna Kövessa sudjeluje u Tirolskoj ofenzivi. U rujnu 1916. preuzima zapovjedništvo nad 6. pješačkom divizijom koja se također nalazila na Talijanskom bojištu držeći liniju bojišta na visoravni Asiago. Zapovijedajući 6. pješačkom divizijom u lipnju 1917. sudjeluje u zaustavljanju talijanskog napada u Bitci na Ortigari.

## Smrt
Ujutro 6. listopada 1917. Mecenseffy je napustio stožer divizije koji se nalazio blizu Campo Galline kako bi izvršio inspekciju trupa. Jedan dio puta trebalo je proći automobilom, a drugi dio pješice. Inspekciju je završio oko 13,00 sati i kada se krenuo vraćati prema automobilu u neposrednoj blizini pala je talijanska granata koja ga je teško ranila. Zbog zadobivenih rana ubrzo je preminuo. Najprije je pokopan na groblju u blizini divizijskog stožera. Međutim, na intervenciju Conrada, a prema željama obitelji, tijelo mu je ekshumirano te premješteno u obiteljsku grobnicu na groblju Döbling u Beču. Mecenseffy je, uz podmaršala Ernsta von Froreicha, austrougarski časnik s najvišim činom koji je poginuo u Prvom svjetskom ratu.

## Vanjske poveznice
(njem.) Artur von Mecenseffy na stranici Archivinformationssystem.at

(njem.) Artur von Mecenseffy na stranici Biographien.ac.at

(eng.) Artur von Mecenseffy na stranici WWI Biographical Dictionary

(eng.) Artur von Mecenseffy na stranici Field commanders of Austria-Hungary

(češ.) Artur von Mecenseffy na stranici Valka.cz